# Gmina Sävsjö
Gmina Sävsjö (szw. Sävsjö kommun) – gmina w Szwecji, w regionie Jönköping, siedzibą jej władz jest Sävsjö.
Pod względem zaludnienia Sävsjö jest 197. gminą w Szwecji. Zamieszkuje ją 10 973 osoby, z czego 49,5% to kobiety (5432) i 50,5% to mężczyźni (5541). W gminie zameldowanych jest 397 cudzoziemców. Na każdy kilometr kwadratowy przypada 16,16 mieszkańca. Pod względem wielkości gmina zajmuje 141. miejsce.